# 伊藤りえ (天気キャスター)
伊藤りえ（いとう りえ）は、宮城県出身の気象キャスターである。2008年よりウェザーニューズ社所属。

## 人物
宮城県出身。2007年4月24日付プレス発表時点で26歳であった。ウェザーニューズ第6期おは天キャスター・東北エリア担当（2007年5月1日-8月31日）

## 過去の担当番組

### ウェザーニューズ
- おは天 （2007年5月1日 - 8月31日）[2]
- ドライビングウェザー
- 全エリアウェザーニュースUP Date（不定期）

### tvk
- ニュース545
- ニュース930
- tvkニュース930α
- tvk NEWSハーバー